# Wilkins Mountains
Die Wilkins Mountains sind eine Gruppe von Bergen, die sich über eine Länge von 30 km im Osten des westantarktischen Ellsworthlands erstrecken. Sie ragen westlich des Matthews-Gletschers und 40 km südöstlich der Sweeney Mountains auf.
Entdeckt wurden sie bei der US-amerikanischen Ronne Antarctic Research Expedition (1947–1948). Expeditionsleiter Finn Ronne benannte sie nach dem australischen Polarforscher Hubert Wilkins (1888–1958).